# Добросав Јаћимовић
Добросав Јаћимовић (1866–1915) мање је познати драгачевски каменорезац из Пухова. Одличан мајстор−занатлија, један од зачетника клесарске школе окупљене око пуховског мајдана пешчара.
Клесао је надгробнике и крајпуташе широм Драгачева и у околним селима. Споменици су му често импозантних димензија. Најчешће је урезивао крстове и хришћанске симболе, биљну орнаментику, војничка знамења и предмете који сведоче о  полу, занимањима и друштвеном положају покојника. У дуге епитафе уносио је обиље биографских података.
Из живота овог каменоресца зна се да је учествовао у Балканским и Првом светском рату. Умро је 1915. године у болници у Крагујевцу.
На споменик−кенотаф на Нешовановића гробљу уписано је:
Овде показује име
ДОБРОСАВА ЈАЋИМОВИЋА
Каменорезац из Пухова.
Поживи часно и поштено 49 г.
Учествовао у рату 1912 до 1915 г.
исте године разболи се
и умро у болници у Крагујевцу
15. VII 1915 г. и тамо сахрањен.
Спомен подиже син Драгослав
и сна Милица.